# Marianna Franziska von Hornstein

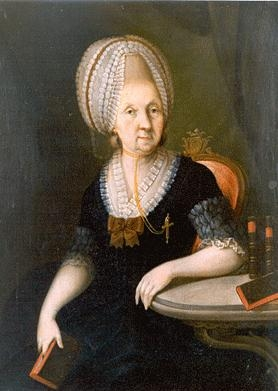
Marianna Franziska von Hornstein

Marianna Franziska von Hornstein (* 2. Juli 1723 in Göffingen; † 27. Dezember 1809 in Säckingen) war die letzte Fürstäbtissin des adeligen Damenstifts Säckingen am Hochrhein.

## Leben
Marianna Franziska wurde im damals vorderösterreichischen Göffingen, heute ein Teilort von Unlingen an der Donau, in der Nähe der Erhebung Bussen gelegen, geboren. Sie war die Tochter von Franz Marquard von Hornstein und Anna Maria von Sickingen-Hohenburg. Franz Marquard war kaiserlicher wirklicher Rat und fürstlich augsburgischer Rat. Marianna hatte neun Brüder und sechs Schwestern.
Marianna erhielt im Jahre 1730 eine Exspektanz für das adelige Damenstift Säckingen. Im Jahre 1748 wurde sie als Kapitulardame installiert und 1755 im Alter von 32 Jahren zur Äbtissin des Stiftes gewählt. Die Weihe erhielt sie von ihrem Onkel Franz Konrad von Rodt, Reichsfreiherr, Kardinal und Fürstbischof von Konstanz.
Sie ließ für das Stift die Betkapelle erbauen und von dem jüngeren Johann Michael Feuchtmayer stuckieren. Aber sie war eine entschiedene Verteidigerin des Stiftes gegenüber dem Josefinismus, der die kontemplativ-zölibatäre Lebensweise der Damen des Stiftes zu einer unnützen Lebensform erklärte. Die von Kaiserin Maria Theresia eingeleiteten und von Kaiser Josef II. verstärkt weitergeführten Reformen der Umgestaltung des Heiligen Römischen Reiches zu einem voraufgeklärten säkularen Zentralstaatswesen hatten weitreichende Folgen in Vorderösterreich. Es kam zur Auflösung von 21 Frauenklöstern, davon 17 Klöster der Franziskanerinnen. Einzig die Freiburger Kartäuser wurden davon ausgenommen.

## Aufhebung des Klosters

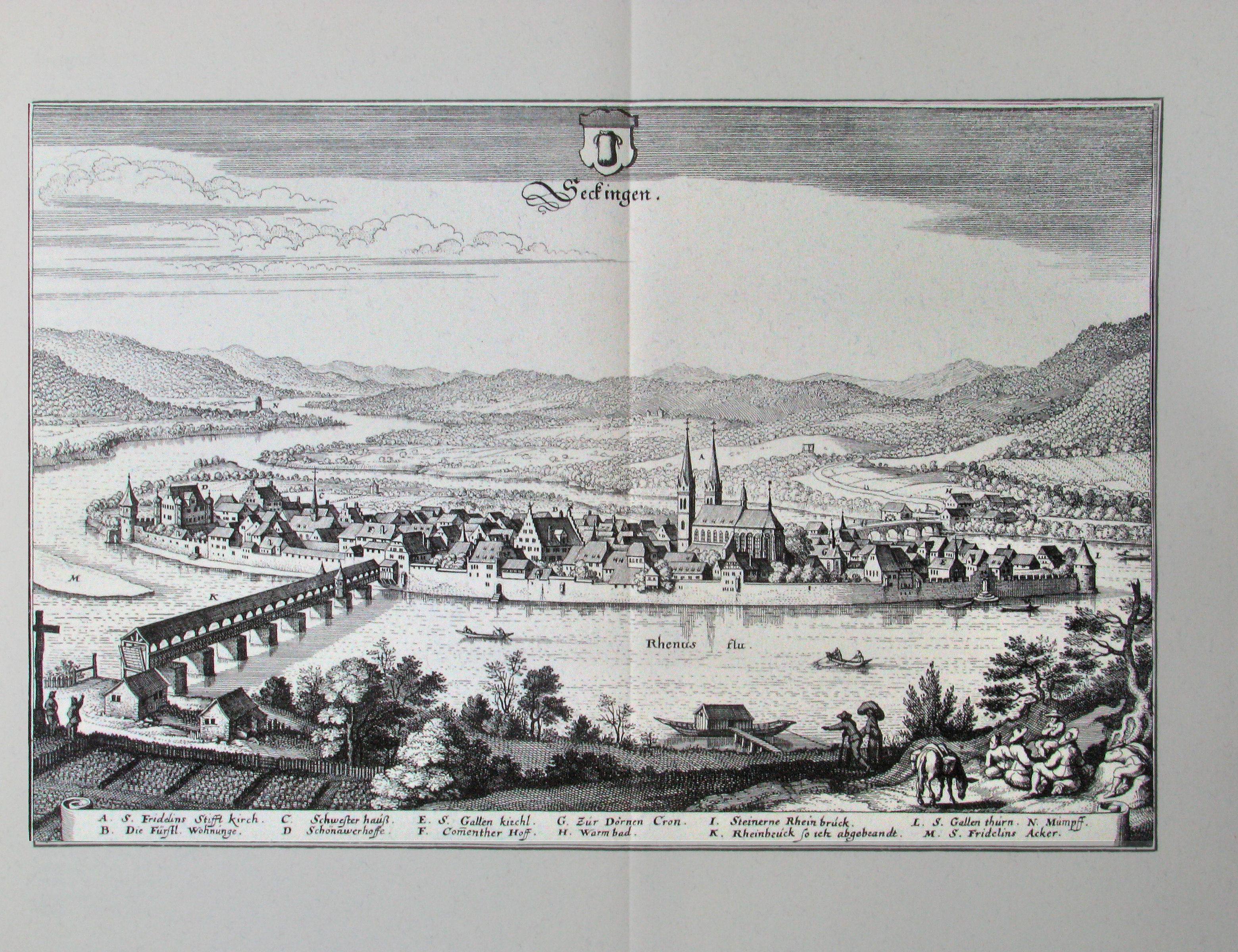
Säckingen 1663

Am 8. August 1785 hob die vorderösterreichische Regierung in Freiburg das Damenstift Säckingen auf. Den Damen wurden per kaiserlicher Order befohlen, sich in das von Kaiserin Maria Theresia 1755 gegründete Freiweltlich Adelige Damenstift Prag einzubefinden. Begleitet von ihrem Vetter Anton von Hornstein-Binningen reiste Marianna Franziska im September 1785 an den Hof nach Wien, um dort schärfsten Protest gegen die Auflösungsentscheidung einzulegen. In einer Audienz bei Kaiser Joseph II. gelang es ihr, die Aufhebung des Stiftes rückgängig zu machen. Am 12. Januar 1786 erhielt das Stift einen neuen kaiserlichen Schutzbrief. Im Jahre 1803 lebten in dem Stift 16 adelige Damen. Die Äbtissin hatte seit 1799 in der Person von Prinzessin Johanna Karolina von Öttingen-Spielberg eine Koadjutorin.
Aufgrund des Friedens von Preßburg (1805) wurde das Stift 1806 an Baden übergeben und es erfolgte die Säkularisation. Die Äbtissin durfte mit ihren Stiftsdamen weiterhin in Stiftsgebäuden wohnen und erhielt von Baden eine jährliche Rente von 3000 Gulden. Als die Äbtissin verstarb, befanden sich in ihrem Nachlass 21 Zentner Hausrat und Möbel sowie mehrere Kutschen. Eine Rarität war die Wurst, eine Kutsche, in der alle sechzehn Stiftsdamen Platz fanden.